# Gironès

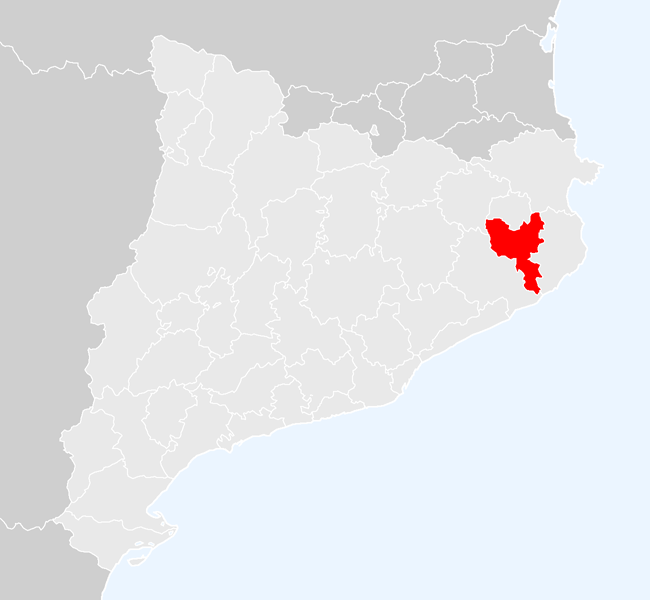
Localização do Gironès, na Catalunha.

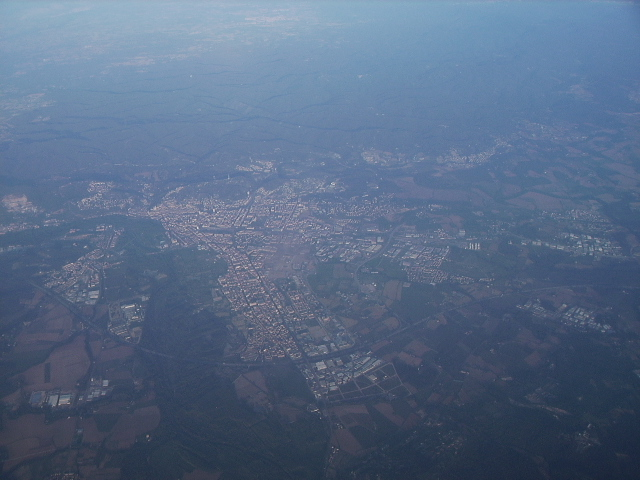
Gironès

Gironès é uma região (comarca) da Catalunha. Abarca uma superfície de 575,40 quilômetros quadrados e possui uma população de 169.624 habitantes.

## Subdivisões
A comarca do Gironès subdivide-se nos seguintes 27 municípios:
- Aiguaviva
- Bescanó
- Bordils
- Campllong
- Canet d'Adri
- Cassà de la Selva
- Celrà
- Cervià de Ter
- Flaçà
- Fornells de la Selva
- Girona
- Juià
- Llagostera
- Llambilles
- Madremanya
- Quart
- Salt
- Sant Andreu Salou
- Sant Gregori
- Sant Joan de Mollet
- Sant Jordi Desvalls
- Sant Julià de Ramis
- Sant Martí de Llémena
- Sant Martí Vell
- Sarrià de Ter
- Vilablareix
- Viladasens